# Banc d'Ashikaga
El banc d'Ashikaga (足利銀行, Ashikaga ginkô) sovint abreujat com Ashigin (あしぎん) és una entitat bancària japonesa d'àmbit regional amb seu a la ciutat d'Utsunomiya, a la prefectura de Tochigi. El banc fou fundat el 1895 per iniciativa del govern per afavorir el desenvolupament de la regió i, actualment, és un dels dos bancs més importants de Tochigi junt amb el banc de Tochigi. El nom del banc prové de la ciutat d'Ashikaga, també a la prefectura de Tochigi.